# 멜라노트랜스페린
멜라노트랜스페린(Melanotransferrin)은 인간에서 MFI2 유전자에 의해 암호화되는 단백질이다. MFI2는 최근에 CD228(세포표면항원무리 228)로 지정되었다. 
이 유전자에 의해 암호화된 단백질은 흑색종 세포에서 발견되는 세포 표면 당 단백질이다. 단백질은 트랜스페린 수퍼 패밀리의 구성원과 서열 유사성 및 철 결합 특성을 공유한다. 철 결합 기능의 중요성은 아직 밝혀지지 않았다. 이 유전자는 트랜스페린 수퍼 패밀리의 구성원과 동일한 염색체 3 영역에 존재한다. 대안적 스플라이싱은 2개의 전사 변형체를 초래한다. 이것은 신경능 조직의 일부이며, 종종 유아성 흑색신경외배엽성 종양에 존재한다. 